# غرغ أباد (سردشت)
غرغ أباد هي قرية في مقاطعة سردشت، إيران. عدد سكان هذه القرية هو 22 في سنة 2006.